# Gaylussacia salicifolia
Gaylussacia salicifolia är en ljungväxtart som beskrevs av Adelbert von Chamisso och Schltdl. Gaylussacia salicifolia ingår i släktet Gaylussacia och familjen ljungväxter. Inga underarter finns listade i Catalogue of Life.